# 141 (число)
141 (Сто со́рок оди́н) — натуральне число між  140 та  142.
- 141 день в році — 21 травня (в високосний рік — 20 травня)

## У математиці
- 141 — є  непарним складовим тризначним числом.
- Сума цифр цього числа — 6
- Добуток цифр цього числа — 4
- Квадрат числа 141 — 19 881
- 46-те напівпросте число [1]

## В інших областях
- 141 рік.
- 141 до н. е.
- К-141 «Курськ» — атомний підводний човен.
- NGC 141 — галактика в сузір'ї  Риби.
- 141 рік по  Ісламському клендарю, відповідає 759 році по  Григоріанським календарем.